# Rue Saint-Germain-l'Auxerrois
Ne doit pas être confondu avec Rue des Prêtres-Saint-Germain-l'Auxerrois.
La rue Saint-Germain-l’Auxerrois est une voie du 1er arrondissement de Paris, en France.

## Situation et accès
De nos jours, la rue commence au 1, rue des Lavandières-Sainte-Opportune et au 1, rue Édouard-Colonne et finit au 4, rue des Bourdonnais. Elle est située dans le 1er arrondissement, quartier Saint-Germain-l'Auxerrois.

## Origine du nom
Elle porte ce nom en raison de la proximité de l'église Saint-Germain-l'Auxerrois.

## Historique
Selon Jaillot, un diplôme de Louis le Débonnaire, de 820, fait mention d'un chemin qui conduisait du Grand-Pont à l'église Saint-Germain-l'Auxerrois. Ce chemin était un vestige d'une ancienne voie romaine qui menait de Lutèce à Nanterre. C'est sur ce chemin que l'on commença à bâtir cette rue.
Elle est citée dans Le Dit des rues de Paris de Guillot de Paris sous la forme « rue Saint-Germain à Couroiers », sans doute parce qu'il y avait alors des corroyeurs le long de la Seine.
On la trouve ensuite sous les noms de « rue Saint-Germain », « grand'rue Saint-Germain ». Depuis le milieu du XVe siècle, on lui a ajouté le surnom de « l'Auxerrois ».  Elle est citée sous le nom de « rue Saint Germain de l'Auxerroys » dans un manuscrit de 1636.
Cette rue commençait à l'origine place de l'École. La partie située entre cette place et le carrefour des Trois-Maries a été incorporée à la rue des Prêtres-Saint-Germain-l'Auxerrois à partir de la nouvelle division de Paris en 1701. La voie fait alors partie du quartier Sainte-Opportune. 
En 1816, cette rue commençait aux nos 3-5, rue Saint-Denis et finissait aux 1-2, rue de la Monnaie et aux 9-6, place des Trois-Maries. Elle était alors située dans l'ancien 4e arrondissement dans le quartier du Louvre.
À cette époque, les numéros de la rue étaient rouges ; le dernier numéro impair était le no 93 et le dernier numéro pair était le no 90.
La rue a été amputée au début et à la fin :
- la partie située entre la rue Saint-Denis et la rue des Lavandières-Sainte-Opportune a disparu lors de la construction du théâtre du Châtelet en 1860 ;
- la partie située entre la rue des Bourdonnais et la rue de la Monnaie a été absorbée lors de la construction du magasin À la Belle Jardinière[4].

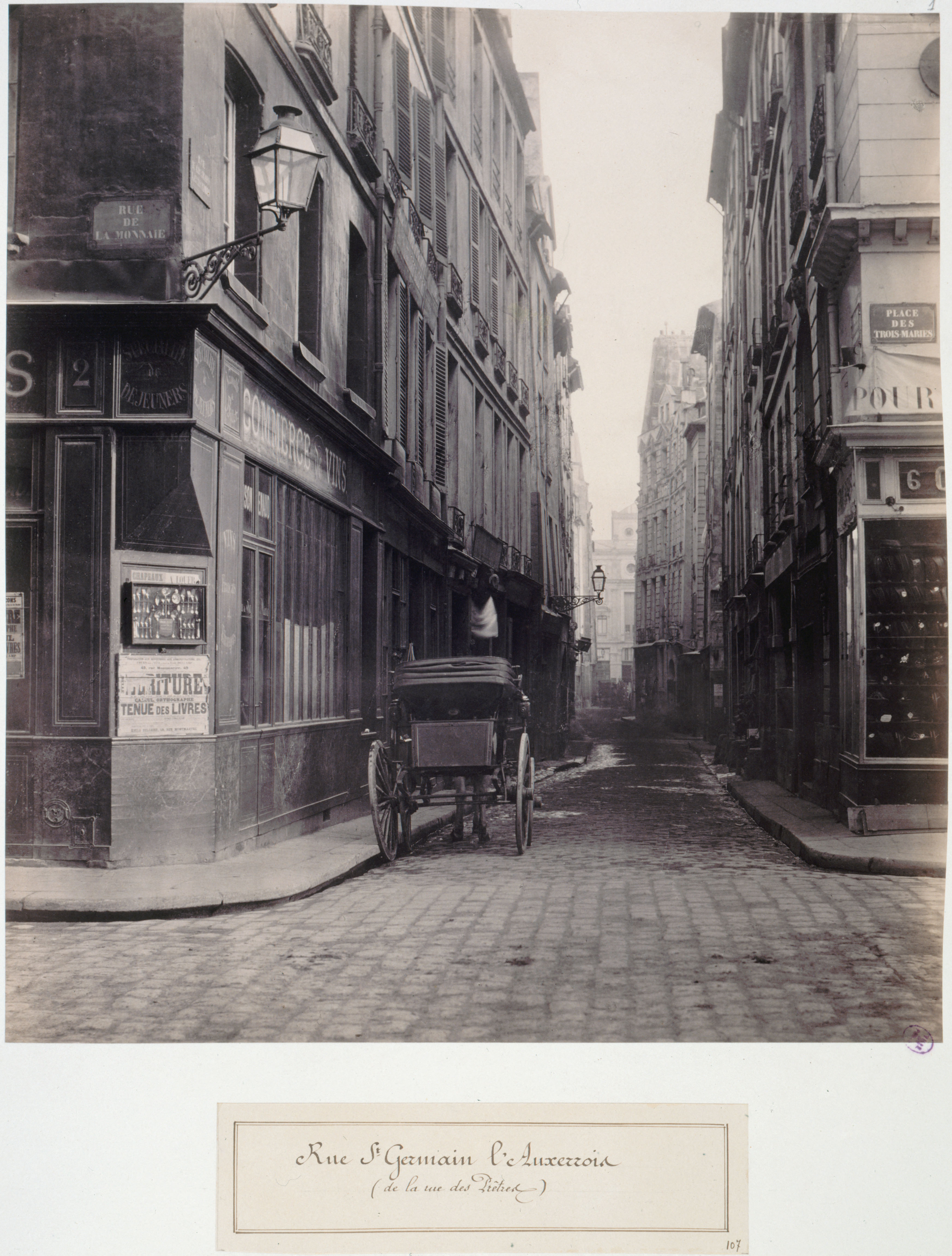
La rue entre la rue de la Monnaie et celle des Bourdonnais avant la construction de la Belle jadinière (photographie de Charles Marville).
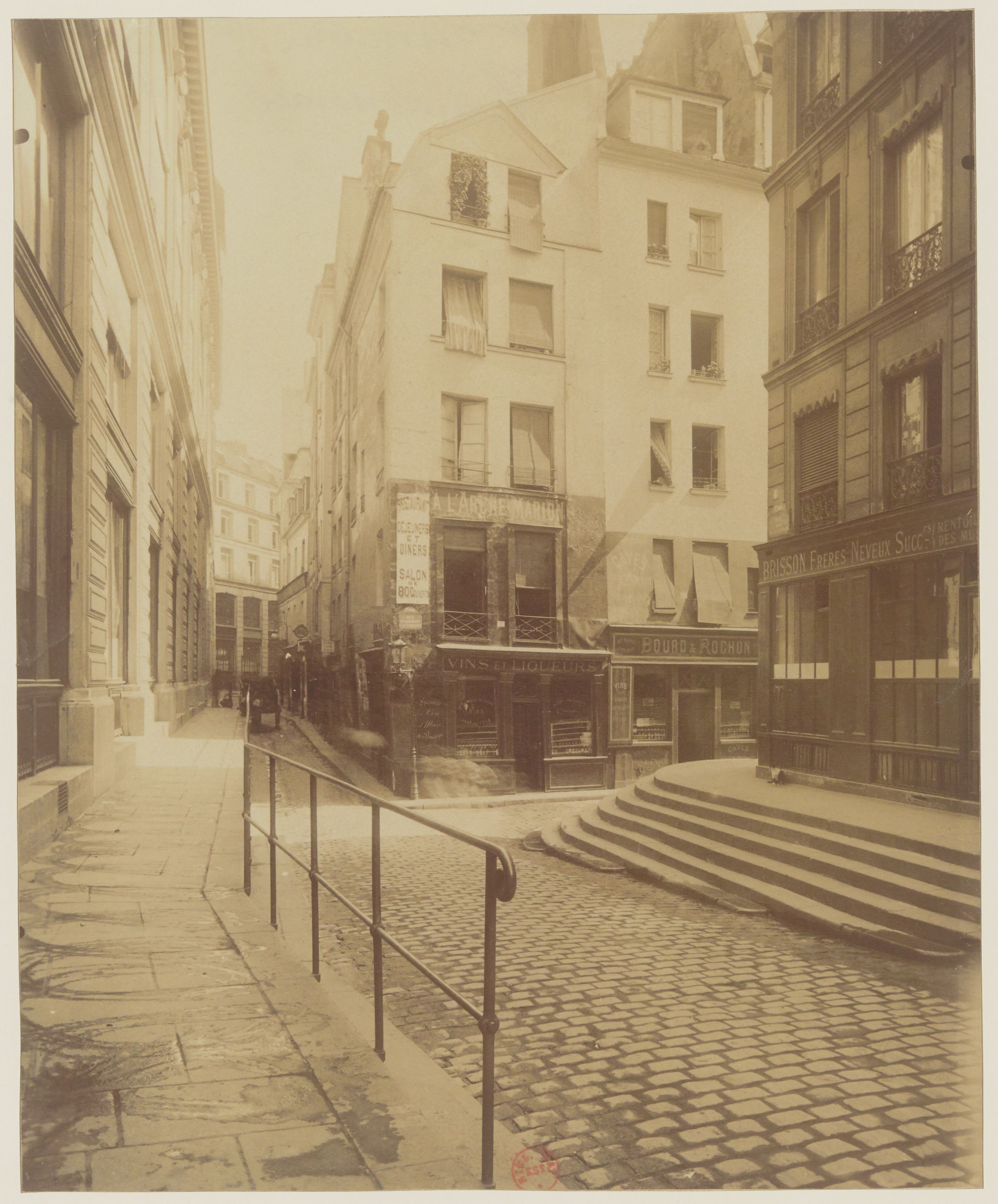
No 36 : le coin avec la rue des Bourdonnais en 1902 (photographie d'Eugène Atget).
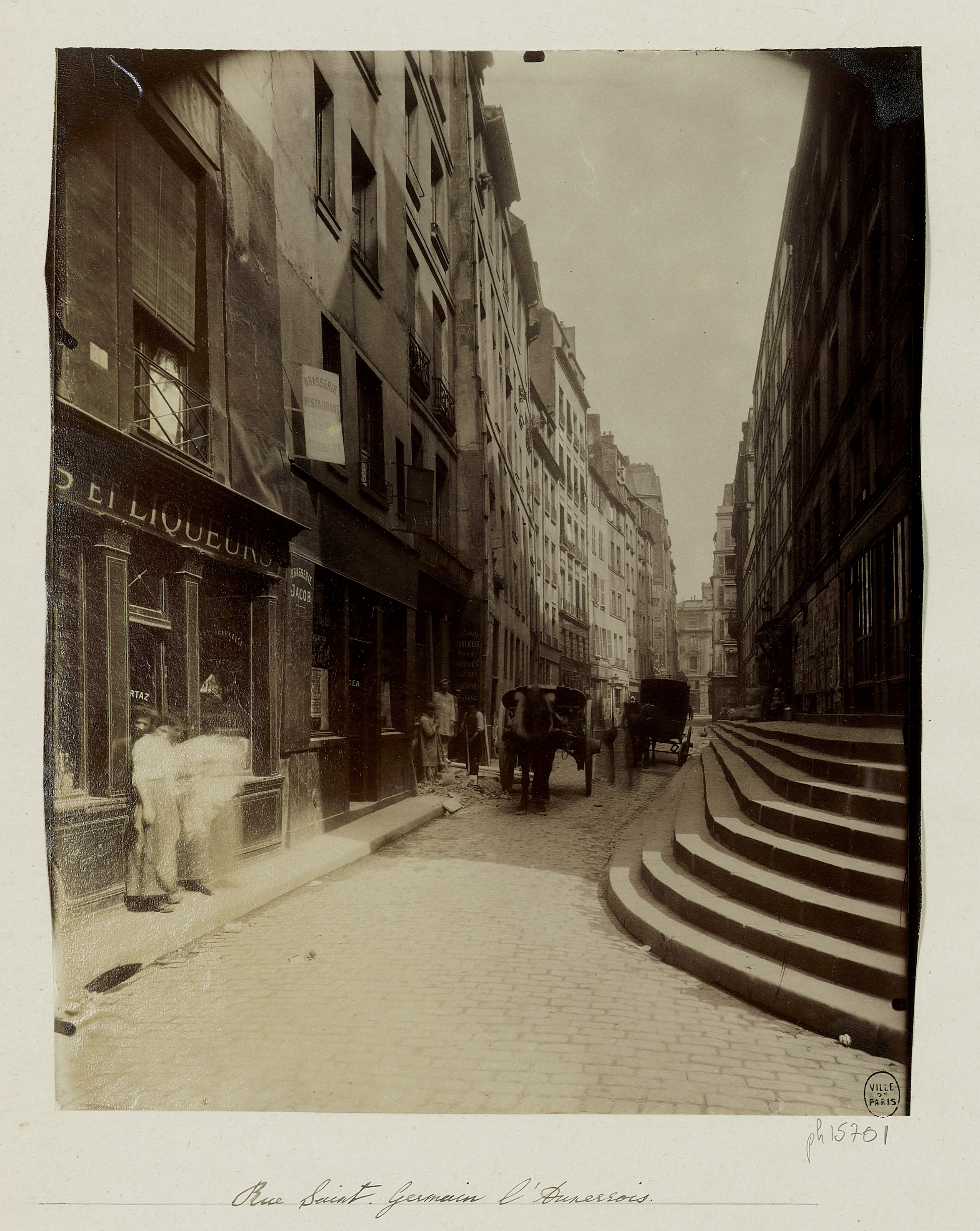
Vue de la rue en 1902 (idem).
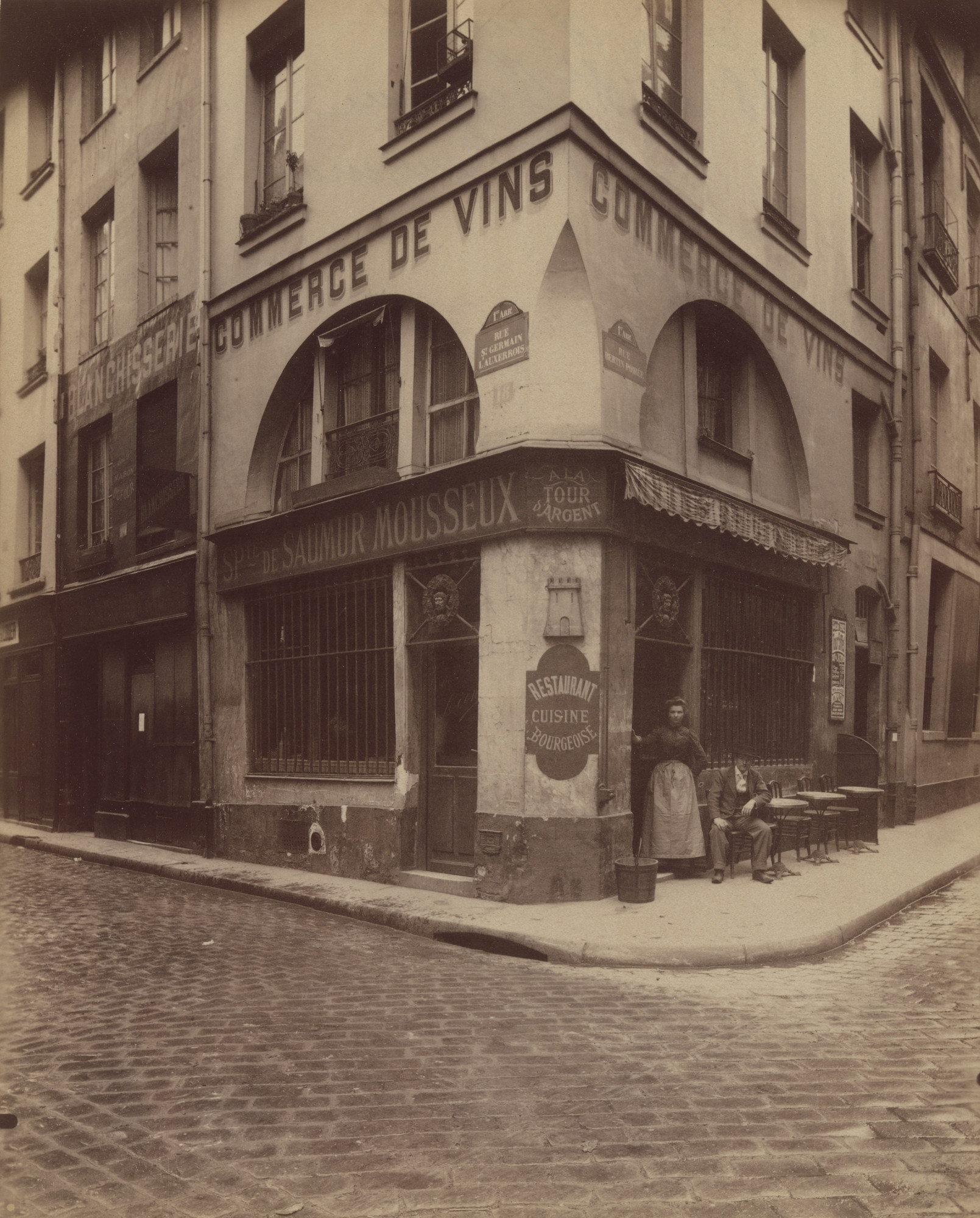
No 18 : À la Tour d'argent au coin de la rue Bertin-Poirée (idem).
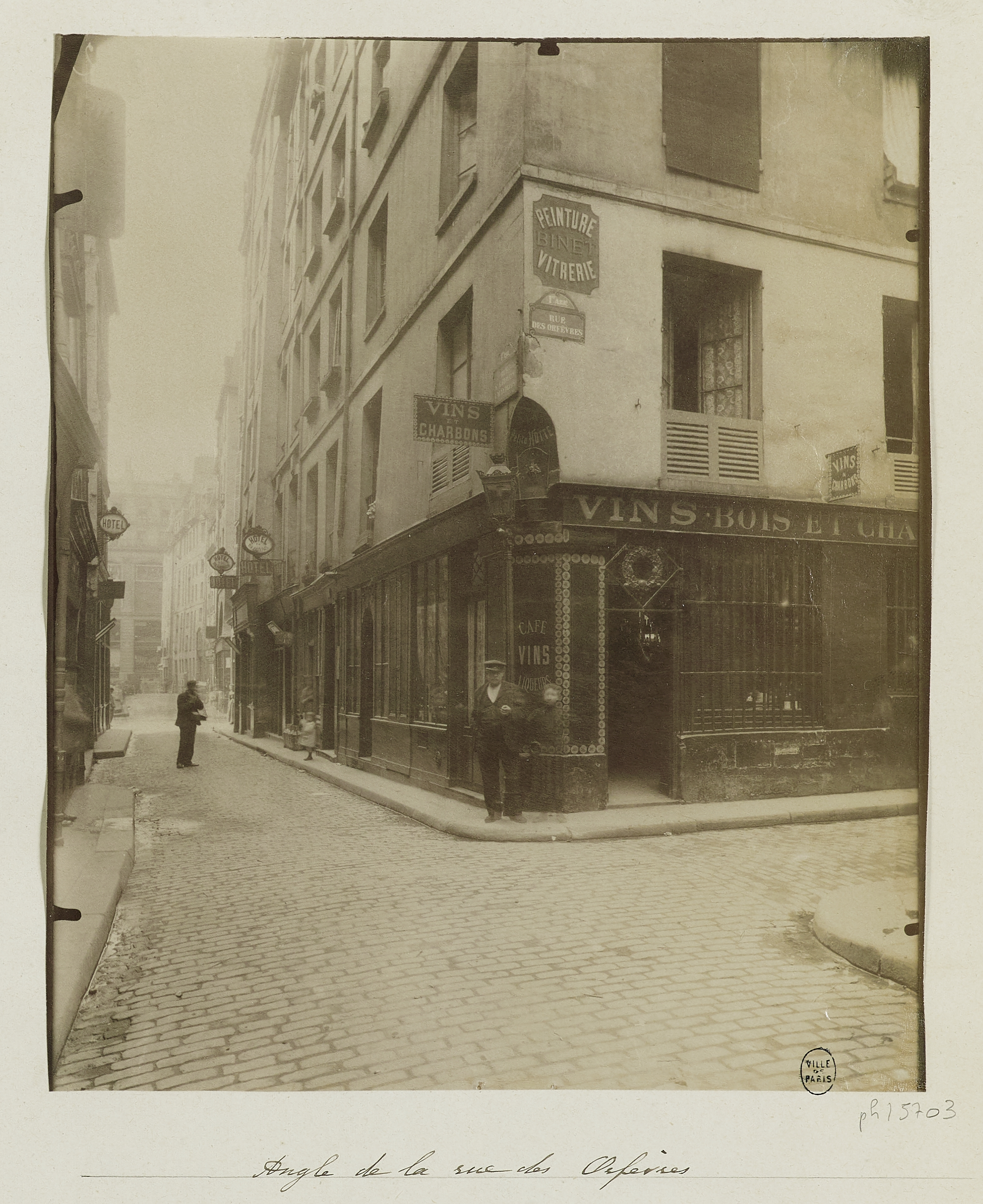
No 10 : À la petite Hotte au coin de la rue des Orfèvres (idem).

## Bâtiments remarquables et lieux de mémoire
- Dans cette rue, au XIIe siècle, s'élevait l'hôtel des abbés de l'abbaye de Royaumont.
- No 6 (no 42 en 1816) : emplacement, à partir de 1698, du grenier à sel[5] qui était précédemment l'emplacement de la résidence des abbés de Joyenval[1].
- No 19[1]  (no 65 en 1816) : emplacement de la prison de For-l'Évêque.
- Pierre-Louis Helin a procédé vers 1750 à la restauration de l'hôtel de Hautes-Bruyères, aujourd'hui disparu.

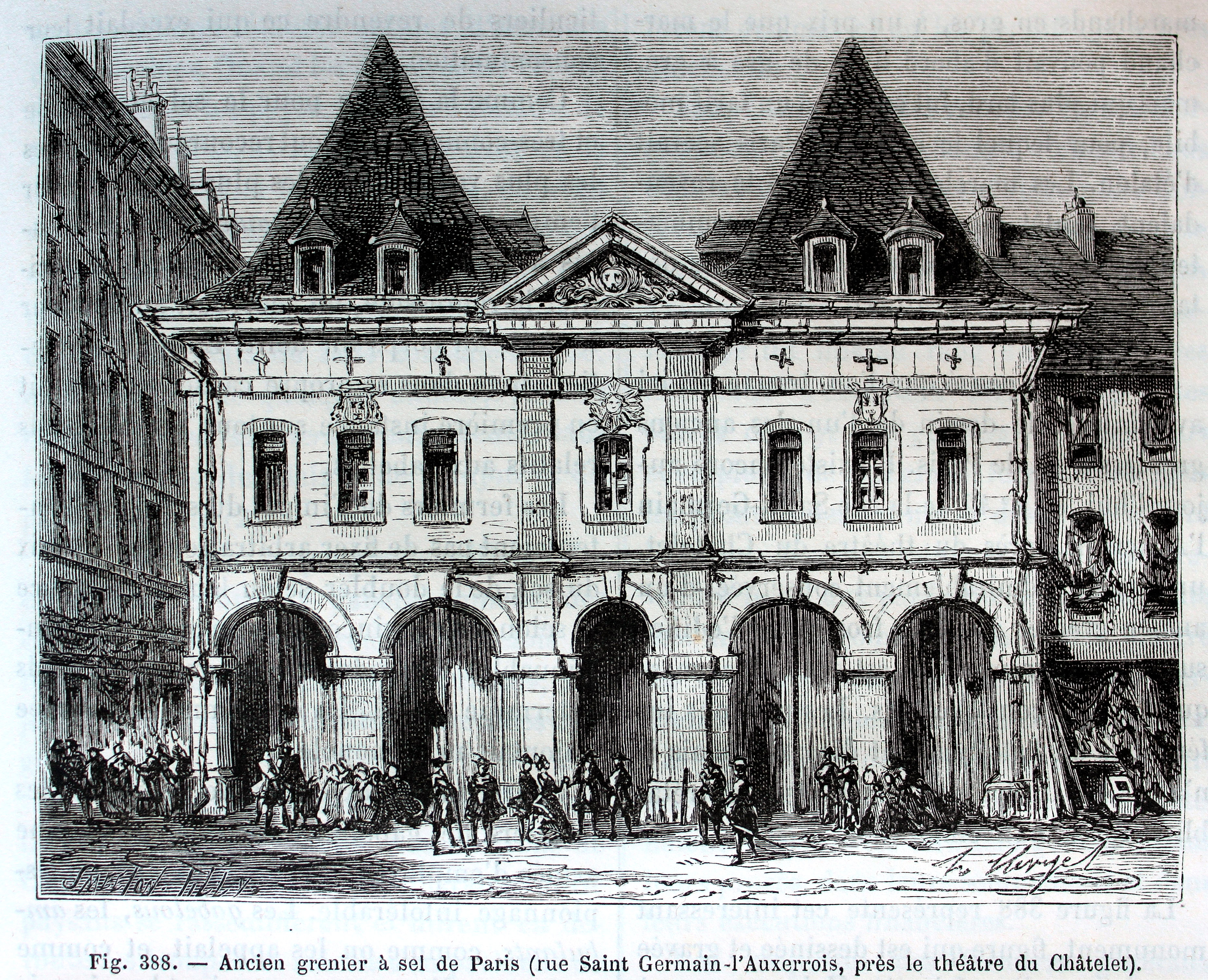
Grenier à sel (disparu).
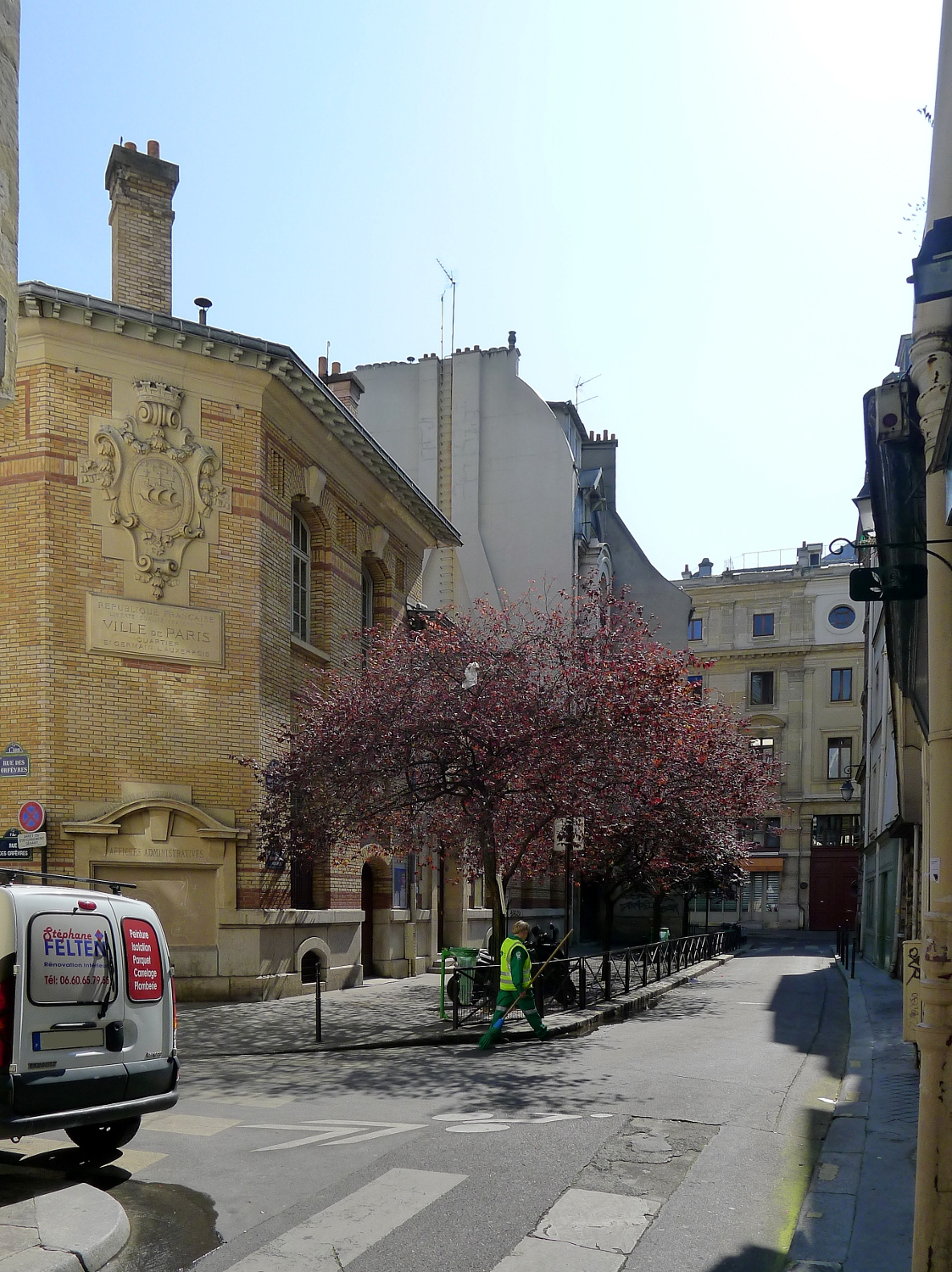
École construite à l'emplacement du grenier à sel.
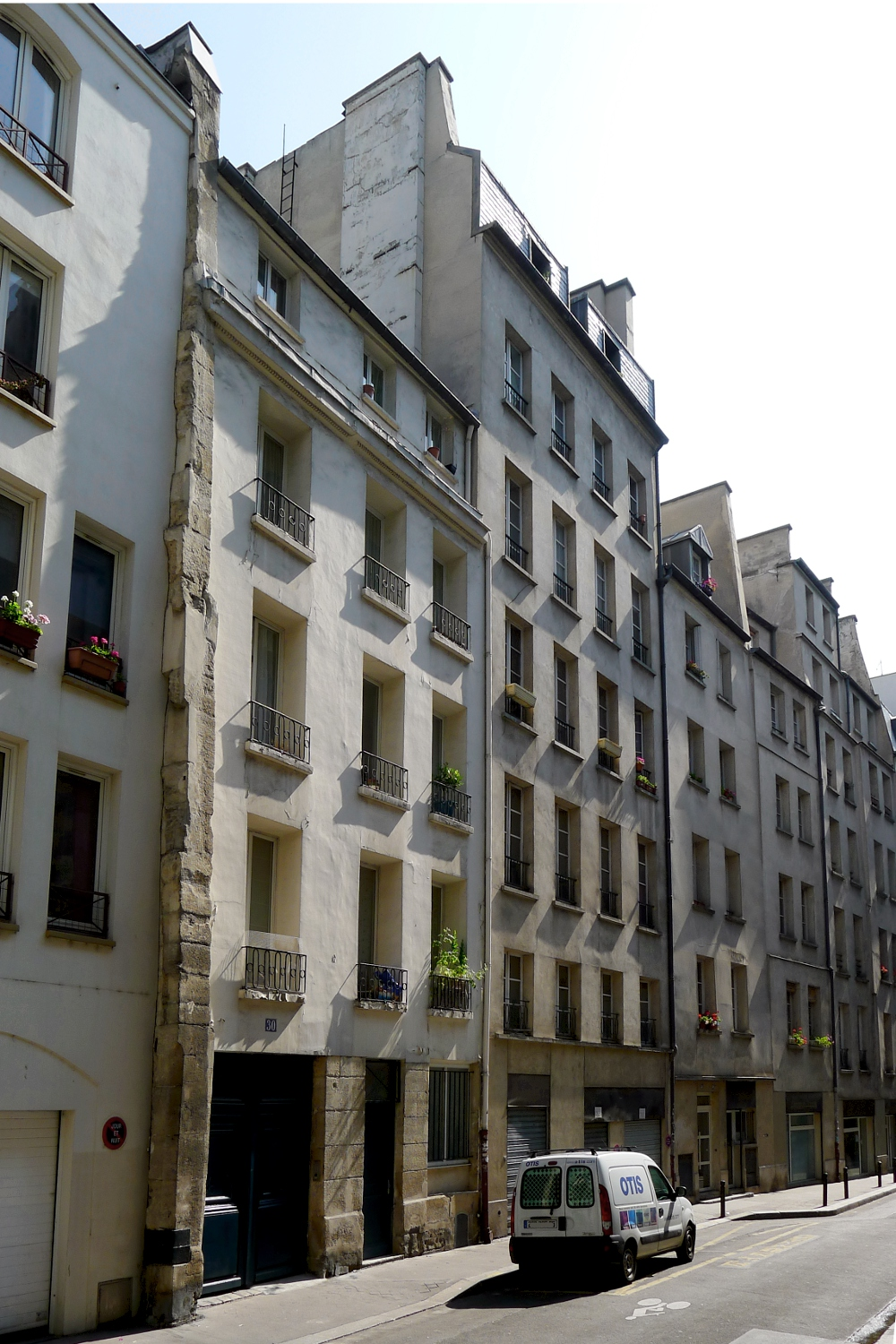
Nos 20 à 30.
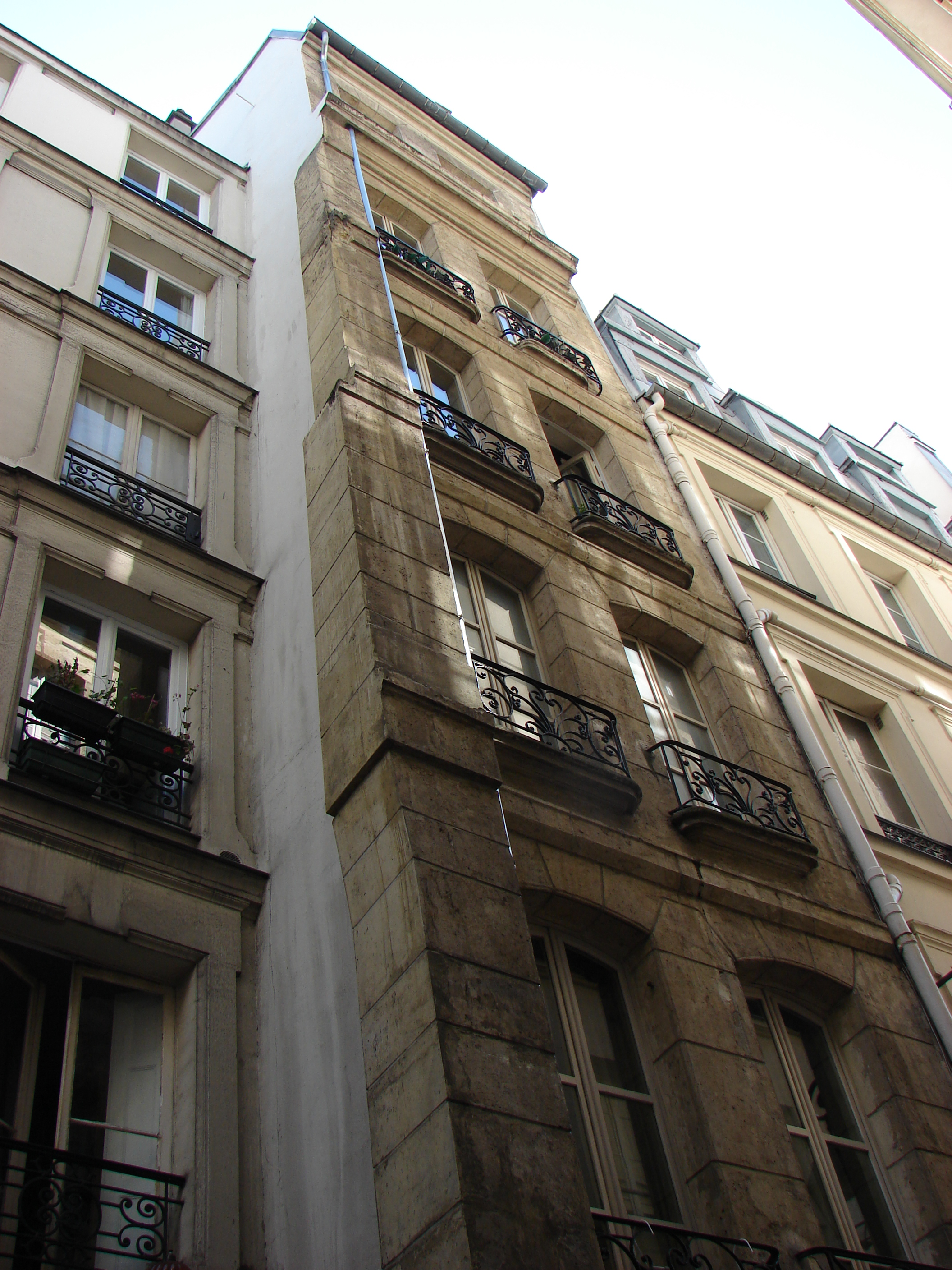
No 13.

## Pour approfondir